# Bílá (zámek)
Lovecký zámeček Bílá stojí na okraji obce Bílá, v okrese Frýdek-Místek, na břehu potoka Smradlavá, nedaleko dřevěného kostela sv. Bedřicha. Od roku 2010 je chráněn jako kulturní památka České republiky.

## Historie
V minulosti patřila Bílá do majetku olomouckých arcibiskupů, kteří si zdejší okolí velmi oblíbili. V roce 1906 zde arcibiskup František Saleský Bauer nechal postavit dřevěný lovecký zámeček, který sloužil jako arcibiskupské letní sídlo a také jako lovecká chata. Dnes se v něm nachází ubytovací zařízení.

## Popis
Jedná se o původní jednopatrovou dřevěnou stavbu z počátku 20. století se šindelovou střechou a hranolovou dvoupatrovou nárožní věží. Skládá se z obytné věže a obytného "paláce". V horní části věže najdeme balkón, všechna okna jsou opatřena okenicemi. Do budovy se vstupuje přes verandu, za níž následuje místnost s kachlovými kamny a s dobovým lustrem z loveckých trofejí. Patra jsou pospojovaná schodišti, lemované parožím.
Součástí areálu je také původní konírna, která svému účelu slouží do současnosti, a také nová kaplička sv. Huberta, v roce 2008 vysvěcená biskupem Lobkowiczem při Hubertské mši.

## Dostupnost
Obec Bílá je dostupná po silnici I/56 od osady Hlavatá, kde se odděluje od silnice I/35, nebo od obce Ostravice, kolem vodní nádrže Šance a přes některé osady obce Staré Hamry. Obcí a přímo okolo zámečku vede zelená turistická značka od osady Černá, pokračující k Masarykově chatě. Okrajem Bílé vede také modře značená turistická stezka, mířící od osady Semčanka na vrchol Bobek.